# Озерки (платформа)
Озерки́ — железнодорожная платформа Октябрьской железной дороги на участке Санкт-Петербург — Выборг между платформой Удельная и станцией Шувалово. Первоначально так называлась конечная станция Приморской железной дороги.
Располагается на границе Выборгского и Приморского административных районов Санкт-Петербурга, в историческом районе Озерки, благодаря чему и получила своё наименование.
Имеются две смещённые боковые платформы. Напротив одной из платформ видны остатки старого вокзала. С 2009 года установлен кассовый павильон.
Недалеко от станции расположен северный участок Малой Октябрьской железной дороги (станция Озёрная).
Историческое здание станции находится в руинированном состоянии.

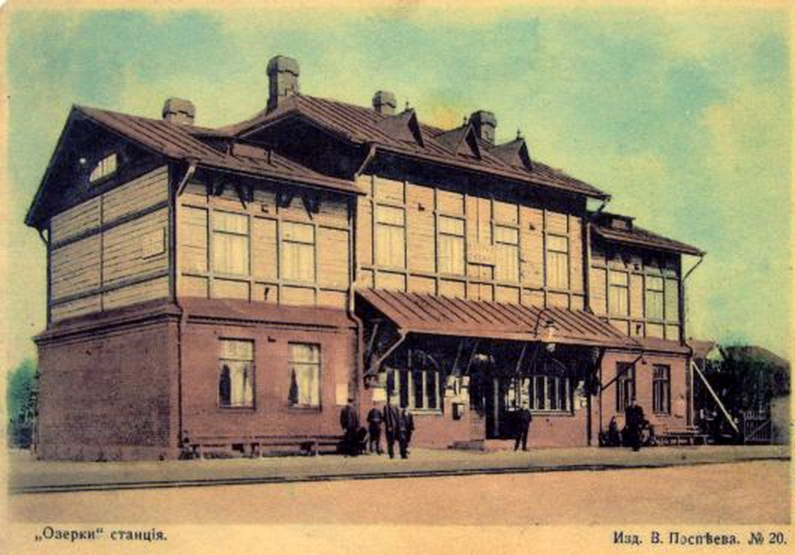
Вокзал станции Oзерки до революции